# Металопрокатний завод у Місті ім. 6 Жовтня (Al Gioshy)
Металопрокатний завод у Місті ім. 6 Жовтня (Al Gioshy) – підприємство чорної металургії Єгипту, яке створене компанією Al Gioshy Steel.
З середини 1980-х власники заводу займались торгівлею металопродукцією, а за три десятиліття створили власний виробничий актив, для розміщення якого обрали майданчик у індустріальній зоні Міста ім. 6 Жовтня (південно-західна околиця каїрської агломерації). В 2015 році тут почав роботу прокатний стан, який здатний випускати 250 тисяч тон будівельної арматури на рік.
На момент запуску заводу необхідна для його роботи сортова заготовка імпортувалась.